# إسحاق هيل
إسحاق هيل (بالإنجليزية: Isaac Hill) (و. 1789 – 1851 م) هو سياسي من الولايات المتحدة الأمريكية ولد في كامبريدج، ماساتشوستس.
تولى منصب عضو مجلس الشيوخ الأمريكي .وهو عضو في الحزب الجمهوري الديمقراطي، والحزب الديمقراطي الأمريكي .